# Vozovna Pisárky
Vozovna Pisárky je tramvajová vozovna Dopravního podniku města Brna (DPMB), nacházející se ve čtvrti Pisárky v Brně.

## Historie

### Koněspřežná a parní tramvaj
Předchůdkyně dnešní pisárecké vozovny byla vystavěna v roce 1870, tedy rok po zahájení provozu koňky po brněnských ulicích. Tehdy se ale jednalo pouze o dřevěné kůlny pro vozy, stáje pro koně a sklady krmiva. Tato vozovna, umístěná na místě dnešní, fungovala do konce roku 1874, kdy byl provoz koňky zastaven. Vozovna byla obnovena o dva roky později v souvislosti se znovuzprovozněním brněnské koněspřežné dráhy. Ta byla v provozu čtyři roky, poté byla, včetně obou vozoven, definitivně zrušena.
Parní tramvaj, která začala po Brně jezdit roku 1884, využívala v Pisárkách již nové objekty, které však byly postaveny v místě předchozího areálu. Jednalo se již z části o zděnou vozovnu, výtopnu, krytou skládku koksu, vodní jeřáb a další objekty potřebné k provozu parní dráhy. Depo v Pisárkách bylo zároveň jedinou vozovnou brněnské parní tramvaje.

### Elektrická tramvaj

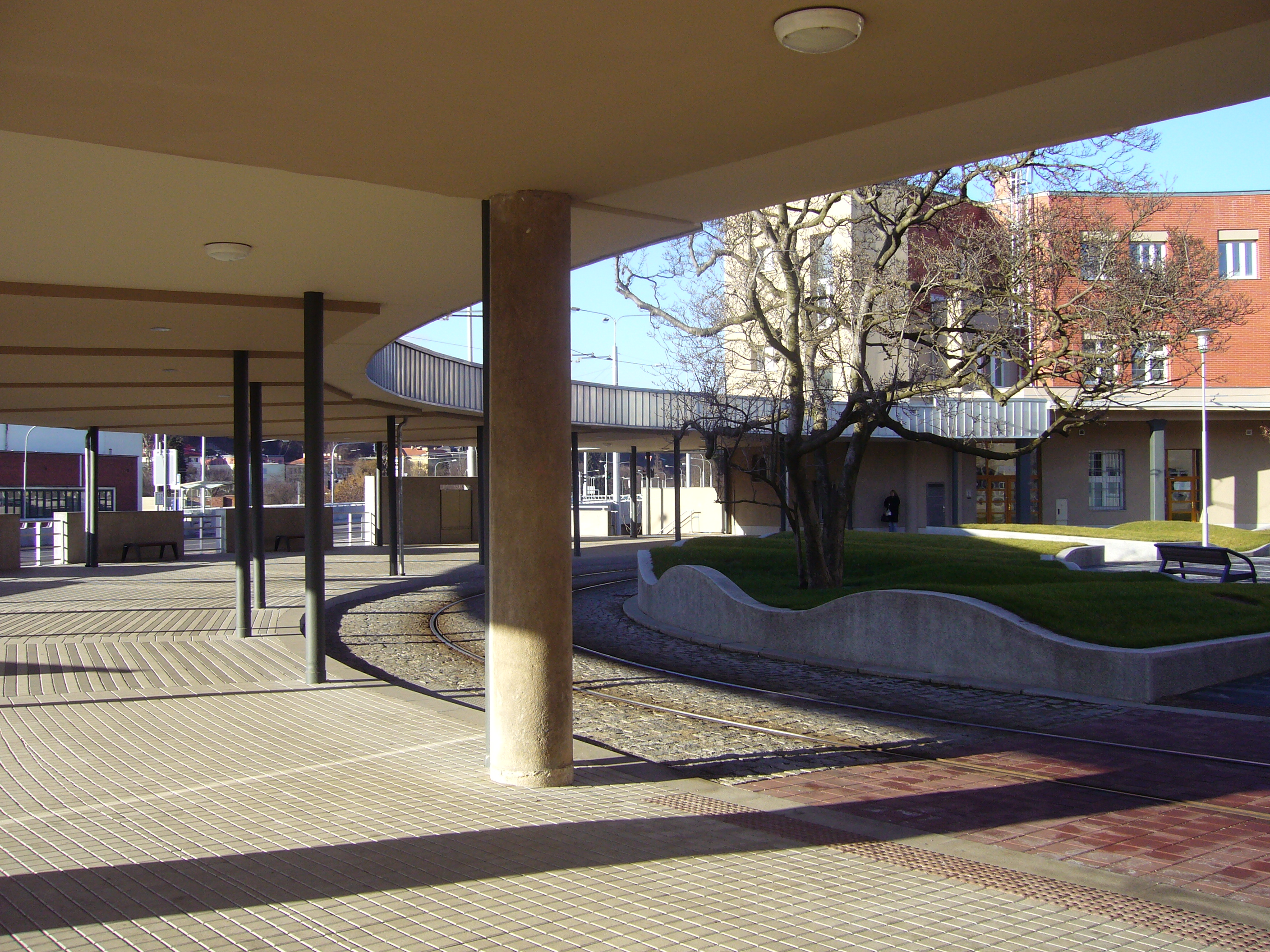
Smyčka v Pisárkách

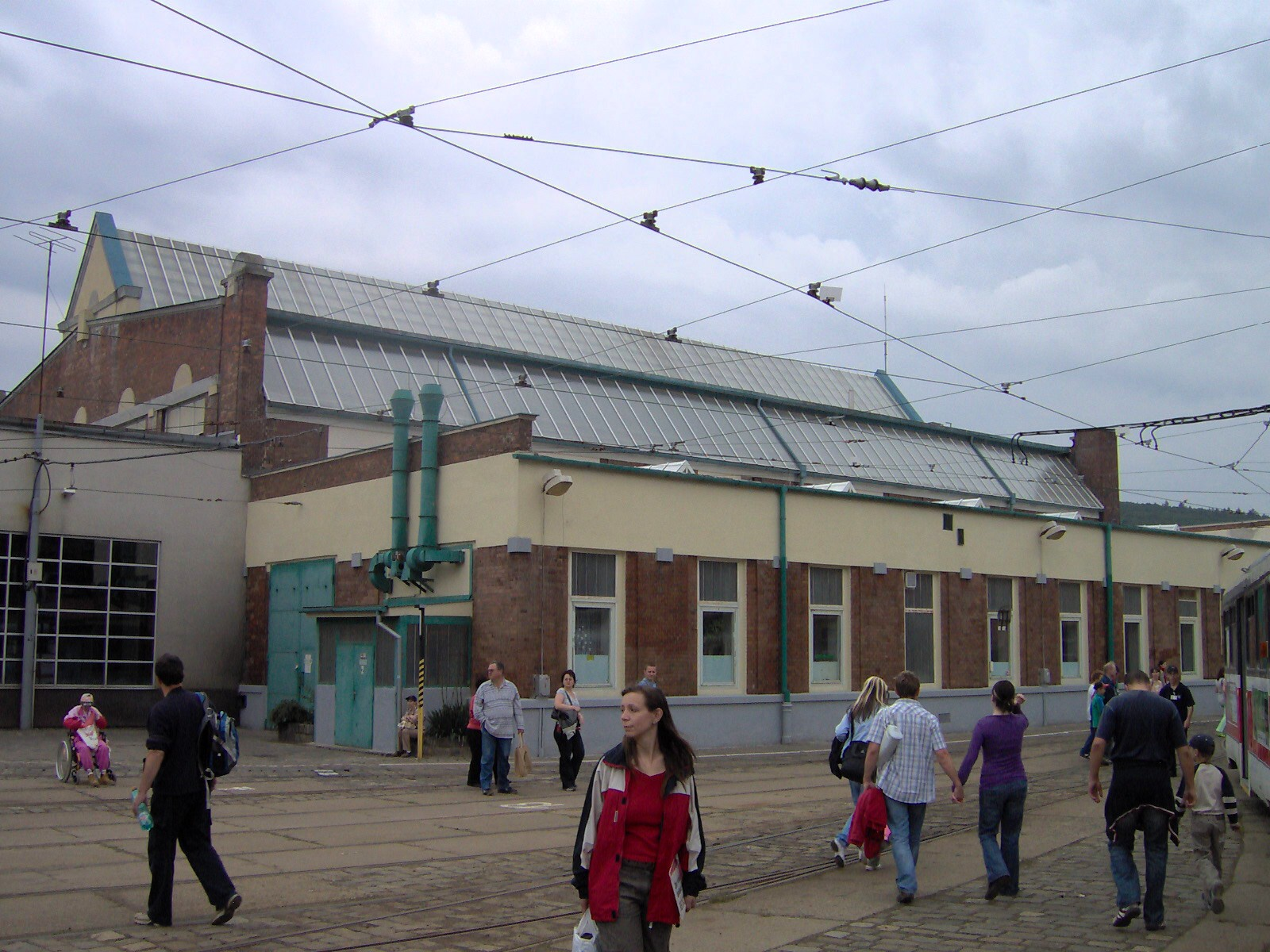
Jedna z hal pisárecké vozovny

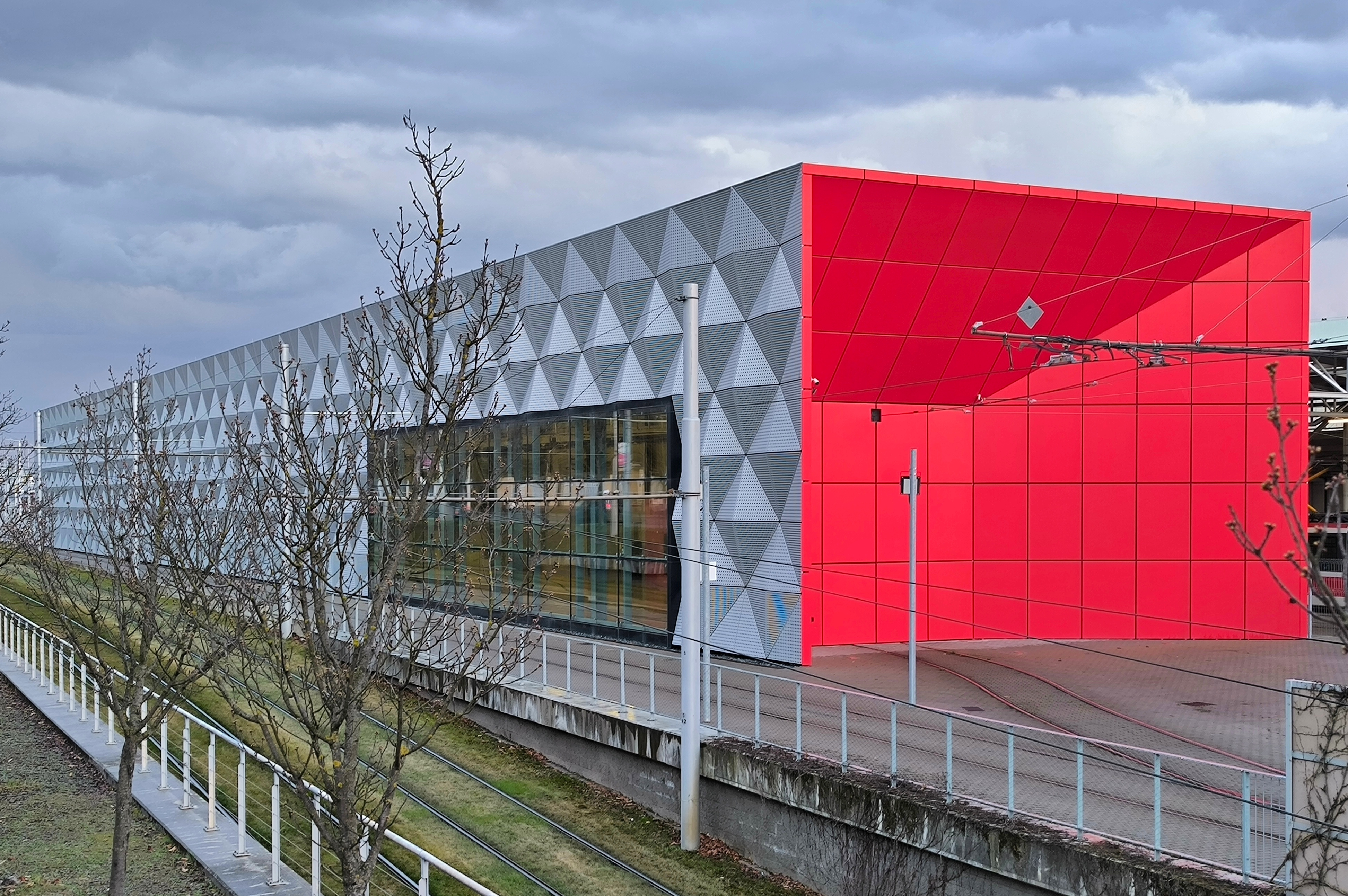
Hala denního ošetření a očištění z roku 2020

Úpravy vozovny pro provoz elektrické tramvaje byly zahájeny v roce 1898, tedy dva roky před jeho zahájením. Zchátralá budova vozovny byla zbořena a na jejím místě vyrostla nová, cihlová s devíti kolejemi. Úvraťová konečná zastávka, která se nacházela hned vedle, byla upravena přístavbou krytého nástupiště ze tří stran. V Pisárkách se také nacházely dílny tehdejší Společnosti brněnských pouličních drah.
V roce 1910 byla zprovozněna první tramvajová smyčka v Brně, která byla postavena na koneční zastávce v Pisárkách kolem areálu vozovny. Další úpravy areálu proběhly až za první republiky. Tehdy bylo kryté nástupiště přestavěno na kanceláře (1919), byly vystavěny nové ústřední dílny (1927) a také budova ředitelství podniku (1928). Nutnost rozšířit provozní prostory pro tramvaje byla vyřešena stavbou provizorní dřevěné vozovny, dodnes zachované, i když nacházející se mimo areál DPMB. Těsně před druhou světovou válkou byla postavena tzv. nová vozovna, která slouží tramvajím dosud.
V dubnu 1945 pisáreckou vozovnu zřejmě zapálili ustupující němečtí vojáci a areál vyhořel. Zcela zničena byla původní cihelná budova a skladiště, uvnitř shořelo 18 motorových a 11 vlečných vozů a 4 sněhové pluhy.
Po dodání prvních čtyřnápravových tramvají koncepce PCC typu Tatra T2 v roce 1958 byly tyto vozy krátký čas deponovány v Pisárkách, protože královopolská (nyní medlánecká) vozovna ještě nebyla dostavěna. Po jejím zprovoznění byly všechny vozy T2 umístěny právě tam. Následující typ, Tatra T3, byl již rozdělen mezi obě provozovny, nicméně v roce 1978 byly typy rozděleny. Veškeré standardní tramvaje obdrželo Královo Pole, zatímco v Pisárkách zůstaly článkové vozy Tatra K2, které sem byly dodávány již od roku 1967.
Ústřední dílny, které se v pisáreckém areálu nacházely a které již kapacitně nepostačovaly, byly v roce 1965 přesunuty do nové budovy umístěné v královopolském areálu.
Rozdělení podle typů bylo zrušeno po sametové revoluci, kdy byly do pisárecké vozovny umístěny vozy Tatra T3SUCS, poslední dodané tramvaje tohoto typu do Brna. Od té doby si obě brněnské tramvajové vozovny předávají různé počty vozů T3 a K2, nicméně většina „ká dvojek“ se nachází právě v Pisárkách.
V roce 2015 byla zahájena modernizace vozovny Pisárky. V první etapě, jež rok proběhla roku 2016, byla upravena část venkovního kolejiště. O dva roky později byla započata druhá fáze spočívající ve vybudování haly denního ošetření, zastřešení části venkovního kolejiště a v modernizaci staré haly. Nová hala byla zprovozněna v květnu 2020, celá etapa byla hotová na podzim 2020.
V následující třetí části úprav má být u přilehlé zastávky Lipová postavena nová smyčka na mostní konstrukci a společně s realizací dvou nových odstavných kolejí má být přestavěno kolejové rozvětvení vozovny. Tyto práce byly zahájeny v březnu 2023, dokončeny mají být v létě 2024. Zvažovaná závěrečná čtvrtá etapa (možná realizace v roce 2025 nebo později) by měla zahrnovat kompletní zastřešení odstavného kolejiště a vybudování protihlukové stěny u ulice Hlinky.

### Autobusy
Vozovna v Pisárkách také krátký čas sloužila jako autobusová vozovna. Do Brna totiž bylo na jaře 1964 dodáno 22 autobusů Škoda 706 RTO, které již z kapacitních důvodů nebylo možné umístit do garáží v Grmelově ulici. Proto byly tyto vozy umístěny v Pisárkách v garážích nákladní dopravy. Ještě na podzim téhož roku byly přemístěny do Králova Pole, kde autobusům udělaly místo v tamní vozovně trolejbusy.
V pisárecké vozovně sídlila do svého zrušení v 90. letech 20. století autobusová zájezdová doprava DPMB. Rovněž zde měly základnu pojízdné kantýny, které rozvážely řidičům v 80. a 90. letech jídlo, a dodnes tu má sídlo autoškola DPMB.

## Současnost
V Pisárkách bylo v květnu 2020 umístěno 172 tramvají určených pro osobní dopravu. Jedná se o vozy typů Tatra T3 (včetně modifikací), Tatra T6A5, Tatra K2 (včetně modifikací), Škoda 03T (Anitra), VarioLF a VarioLF2.
Kromě tramvají se v Pisárkách nacházejí také autobusy podnikové autoškoly DPMB.